# بلدان المملكة المتحدة
تضم المملكة المتحدة لبريطانيا العظمى وأيرلندا الشمالية (المملكة المتحدة) ، منذ عام 1922 ، أربعة بلدان تأسيسية وهي : إنجلترا واسكتلندا وويلز (التي تشكل معًا بريطانيا العظمى ) وأيرلندا الشمالية  (والتي توصف بشكل مختلف بأنها دولة أو المقاطعة أو المنطقة).
على الرغم من أن المملكة المتحدة دولة ذات سيادة مركزية، فقد اكتسبت أيرلندا الشمالية واسكتلندا وويلز درجة من الاستقلالية من خلال تشريع تداول السلطات في المملكة المتحدة. حيث يتعامل برلمان المملكة المتحدة والحكومة البريطانية مع جميع المسائل المحجوزة لأيرلندا الشمالية واسكتلندا وويلز ، ولكن ليس في المسائل العامة التي تم نقلها إلى جمعية أيرلندا الشمالية ، والبرلمان الاسكتلندي ، و جمعية ويلز الوطنية . بالإضافة إلى ذلك ، فإن نقل السلطة في أيرلندا الشمالية مشروط بالتعاون بين السلطة التنفيذية لأيرلندا الشمالية وحكومة أيرلندا ، وتتشاور الحكومة البريطانية مع حكومة أيرلندا للتوصل إلى اتفاق بشأن بعض الأمور غير المفوضة لأيرلندا الشمالية . إنجلترا ، التي تضم غالبية السكان ومنطقة المملكة المتحدة ، تظل المسؤولية الكاملة لبرلمان المملكة المتحدة المتمركز في لندن .

## مفتاح الحقائق
| الدولة           | العلم | العاصمة | السلطة التشريعية                                        | السلطة التنفيذية            | النظام القانوني                    | الاختصاص القضائي |
| ---------------- | ----- | ------- | ------------------------------------------------------- | --------------------------- | ---------------------------------- | ---------------- |
| إنجلترا          |       | لندن    | اللجنة التشريعية الكبرى في البرلمان البريطاني لإنجلترا1 | الحكومة البريطانية2         | القانون الإنجليزي                  | إنجلترا وويلز    |
| أيرلندا الشمالية |       | بلفاست  | جمعية أيرلندا الشمالية                                  | الحكومة الأيرلندية الشمالية | القانون الأيرلندي الشمالي          | أيرلندا الشمالية |
| إسكتلندا         |       | إدنبرة  | البرلمان الإسكتلندي                                     | الحكومة الإسكتلندية         | القانون الإسكتلندي                 | إسكتلندا         |
| ويلز             |       | كارديف  | جمعية ويلز الوطنية                                      | حكومة ويلز                  | القانون الإنجليزي، القانون الويلزي | إنجلترا وويلز    |
| المملكة المتحدة  |       | لندن    | برلمان المملكة المتحدة                                  | حكومة المملكة المتحدة       | قانون المملكة المتحدة              | المملكة المتحدة  |